# Душанова грамота за владенията на струмишкия властелин Рудъл
Грамотата на сръбския крал Стефан Душан за владенията на струмишкия властелин Рудъл (на сръбски: Душанова повеља Хилендару, којом се монатирум дарује властелин Рудл из Струмице са поседима) е дарствен хрисовул, издаден на 28 март 1343 г., с който сръбският крал Стефан Душан подарява на Хилендарския манастир владенията на струмишкия властелин Рудъл, които следвало да преминат под разпореждането на Хилендар едва след смъртта на Рудъл. Обявявайки Рудъл за човек на Хилендарския манастир, грамотата свобождава от феодални данъци и повинности Ръдул, имотите и хората му в Струмица и Банско, които един ден трябвало да владее Хилендар.

## Особености
Грамотата е написана с черно мастило върху пергаментен лист с подредено уставно писмо. Състои се от 50 реда. От ред 33 нататък текстът постепенно се стеснява от двете страни във формата на фуния, която обхваща 17 реда.
За дата на документа е посочена година 6853, месец март, 28-и ден, индикт 11. Посочената година от сътворението на света, която съответства на 1345 г., не съвпада с индикт 11, който се е падал през 6851 година, т.е. през 1343 г. Въпреки че някои изследователи приемат 1345 г. за годината, в която е издадена грамотата, преобладава мнението в полза на 1343 г.
Грамотата завършва с обичаен кралски подпис, изписан с червено мастило. Някои изследователи изтъкват, че подписът не е оформен според традицията, като пред него няма кръст, какъвто обичайно се поставя на това място, което заедно с разминаването между годината и индиктиона дава основание на някои изследователи да смятат, че грамотата всъщност не е оригиналният акт, а негов близък по време препис от втората половина на XIV век.
Грамотата е снабдена с кралски печат, поставен по времето на крал Урош, когато след смъртта на Рудъл имотите му преминали във владение на Хилендар.
Документът се е съхранявал в архива на Хилендарския манастир, където е бил видян за последно през 1925 г. През 1933 г. се разбира, че грамотата вече липсва в документалната сбирка на Хилендар, а местоположението ѝ така и не е установено, поради което се смята за изгубена.

## Текст на грамотата

### Превод на български език
| „      | Нещо благочестиво, много приятно и похвално за всички христолюбиви царе и крале е това да обичат и да имат горещо желание към светите и божествени църкви, в които са изписани образите на Богочовека и на Неговите светии. Защото царят се украсява с венец, с многоценни камъни и бисер, но също така и с благочестие и вяра към Бога, и с почитание към светите Негови църкви. Поради това и моето кралство, което владее по помазание от Бога и по апостолското предание престола на светопочиналите крале, и заради благочестивата християнска вяра и топлата обич към Бога и почитание към светите Негови църкви и към божествения Негов образ, и към всичките Негови светии, но най-много за обновление, помен и милостиня на светопочиналите сръбски крале, първопрестолници на престола сръбски. Заради всичко това и аз, рабът Христов Стефан Четвърти, в Христа бога верен крал и самодържец на всички сръбски и поморски земи и честник на гръцките земи, като узна кралство ми за този закон и предание, имайки много дръзновение и надежда към Хилендар, светия и божествен храм на пречистата наша владичица Богородица и чудотворителница в Света гора Атонска, падам и се моля: „Млосърдни очи взри на смирената моя душа“. А ти си, госпожо моя, по милост на Сина твой човеколюбива; величая и прославям пресветото име твое, за дома на славата твоя полагам грижа, колкото ми е възможно, в желанието си да изпълня всичко за пречестния дом твой с изволение и помощ, пречиста Богородице. И кралство ми, като получи град Струмица и като намери в този град властелина на този град Рудъл, заради неговото приятелство и сътрудничество в такова време дадох му обещание и клетва на кралство ми да изпълня всяка негова воля и желание, които ще моли от кралство ми. И хареса му се, по негова воля и желание, а със смелостта на кралство ми, да бъде Рудъл човек на „Света Богородица Хилендарска“ с всички свои [хора], с църквата си Одигитрия, която е построил със свой труд, и с всички правдини. Селото Боруево, което му е дало кралство ми, с людете и с всичката си бащиния, и в Бансто две ниви и воденица с хората и с ливадите, и със селището Робово, което му е дал Хрельо, с всички правдини, и с купените земи, и с всичко това, което си има в града и в полето, с всички тези ги добави и записа кралство ми на „Света Богородица Хилендарска“, да са вовеки църковни, от никого неотемлими, на дома на „Света Богородица Хилендарска“, а Рудъл да притежава всичко свое до смъртта си, а след смъртта му да е църковно. И освен това да няма власт никой в земята на кралството ми над Рудъл, ни властелин на кралство ми, ни кефалия, никой от тях, който има власт в кралството ми, нито над неговите хора, нито над него, освен църквата Хилендар. И освободи кралство ми Рудъл и неговите хора, и всички, които са описани в този хрисовул, от позоб и приселица, и данък, и приплата градска и жупска, и градозидание, и понос, и провод, и геракар, и псар на кралството ми; нито десятък житен, нито овчи, нито пчелен, нито оране на кралството ми; от плевене [?], жътва, сенокос и вършитба. И да няма нито наметка градна, ни десятък свински, и, да кажем просто, от всички малки и големи работи на кралството ми освободих с това златопечатно слово на кралство ми. И като записа това, потвърди кралство ми за сведение на всички и всякакво потвърждение на свободата да пребъде довеки непокърнено от никого, но и след смъртта на кралство ми, когото Бог пожелае да кралствува над земята и държавата на кралство ми, да не се наруши всенастоящето златопечатно слово на кралство ми. Който пък се опита да наруши и развали това златопечатно слово на кралство ми, да бъде проклет и триклет от Господа Бога и от пречистата Богородица Хилендарска и причастие да има с Юда предателя, и да наследи проказата на Гиозия, и да се причисли към онези, които рекоха: „Кръвта Му да бъде върху нас и върху чедата наши“. И вместо помощ съперница да му е света Богородица във всички векове и в бъдещия. Амин. И настоящето това златопечатно слово благоизволи да подари кралство ми на манастира на кралството ми Хилендар за всяко потвърждение да се знае. Писа и подписа царство ми с обикновения царски знак в лето 6853, месец март, 28 ден, индикт 11. Стефан, в Христа бога верен самодържавен крал | “ |
| [ 10 ] | |   |